# 内折香茶菜
内折香茶菜（学名：Isodon inflexus），为唇形科香茶菜属下的一个种。也称山薄荷香茶菜、山薄荷。